# Megalopyge torva
Megalopyge torva is een vlinder uit de familie van de Megalopygidae. De wetenschappelijke naam van de soort is voor het eerst geldig gepubliceerd in 1912 door Schaus.